# بشتة وامرز (مقاطعة تشرداول)
بشتة وامرز (بالفارسية: پشته وامرز) هي قرية تقع في قسم آسمان‌آباد الريفي (مقاطعة تشرداول) في إيران. يقدر عدد سكانها بـ 93 نسمة بحسب إحصاء 2016.